# Saint-Nazaire-Brücke

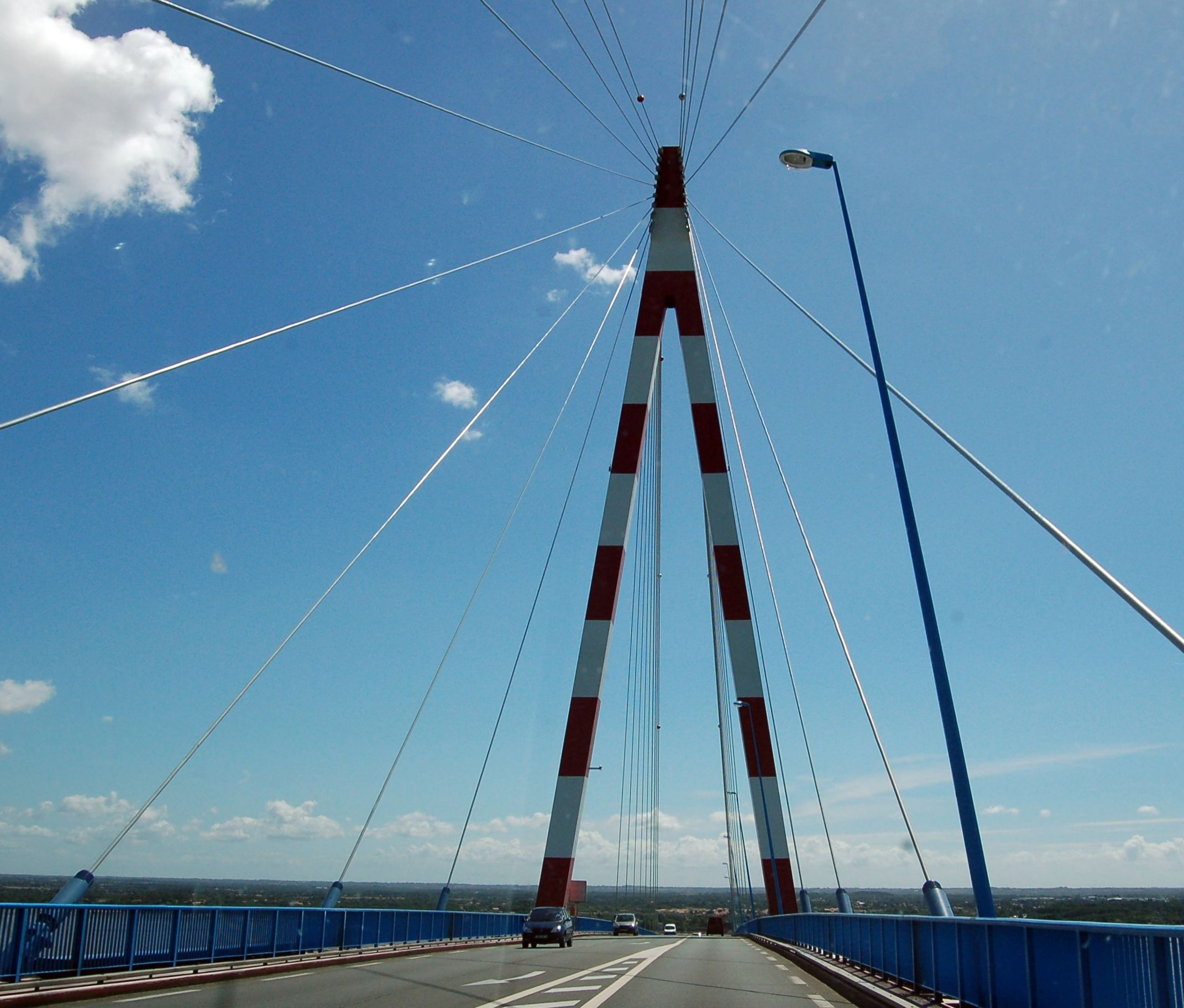
Pylon der Saint-Nazaire-Brücke

Die Saint-Nazaire-Brücke (frz.: Pont de Saint-Nazaire) ist eine über den Fluss Loire führende Schrägseilbrücke zwischen Saint-Nazaire und Saint-Brevin-les-Pins an der Westküste Frankreichs. Die Brücke befindet sich an der Mündung der Loire in den Atlantischen Ozean. Die 1974 erbaute Brücke wurde am 18. Oktober 1975 für den Verkehr freigegeben und war damals die Schrägseilbrücke mit der weltweit größten Stützweite. Das Bauwerk ist Teil der Route départementale RD 213 („Route Bleue“) und wird als Straßenbrücke genutzt.

## Beschreibung und Daten
Der Brückenzug ist 3356 Meter lang. Die Hauptbrücke ist bis auf die Pfeiler eine Stahlkonstruktion. Sie hat eine Länge von 720 Metern und ihre Spannweite beträgt zwischen den beiden Pylonen 404 Meter. Die beiden Seitenfelder besitzen Feldweiten von jeweils 158 Meter. Für Schiffe beträgt die maximale Durchfahrtshöhe 61 Meter bei Tideniedrigwasser, die Fahrbahn liegt dabei in 67 Meter Höhe.
Die beiden rot-weiß angestrichenen Pylone aus Stahl stehen auf Stahlbetonpfeilern und erreichen bei einer Länge von jeweils 68 Meter eine Höhe von 131 Meter über Tideniedrigwasser. Sie verlaufen Λ-förmig von der Fahrbahntafel bis zur Spitze. Der Fahrbahnträger der Brücke, ein 14,8 Meter breiter und bis zu 3,4 Meter hoher Stahlhohlkasten, wird durch je 18 büschelförmig zur Spitze der Pylone gespannte Schrägseile gehalten. Die Durchmesser der Seile betragen 72 Millimeter bis 105 Millimeter.
Die Hauptbrücke wird von einer nördlichen und einer südlichen Rampenbrücke mit dem Festland verbunden. Die insgesamt 52 Stützpfeiler haben einen Regelabstand von 50,70 Meter. Diese Vorlandbrücken wurden als sogenannte Balkenbrücken errichtet, wobei für den Überbau Fertigteile aus Spannbeton verwendet wurden.
Die aus Stahl bestehende Hauptbrücke ist hellblau angestrichen. In den Jahren 1998, 2002 und 2004 wurden Schrägseile der Brücke ausgetauscht und zuletzt wurde der Anstrich erneuert.

## Verkehr
Die Geschwindigkeitsbegrenzung auf der Brücke beträgt 70 km/h. Die Benutzung kann bei starkem Wind für bestimmte Fahrzeuge (z. B. Wohnwagengespanne) zeitweise untersagt werden. Die Fahrbahn ist in drei Fahrstreifen unterteilt, von denen zwei aufwärts und einer abwärts führen. Ein Fahrstreifenwechsel vollzieht sich in der Mitte der Brücke. Zur morgendlichen Stoßzeit werden durchgehend zwei der drei Fahrstreifen für den nordwärts fahrenden Verkehr freigegeben, um den Pendlerverkehr aus dem Umland südlich der Loire nach Saint-Nazaire zu bewältigen. Umgekehrt werden zur abendlichen Stoßzeit zwei Fahrstreifen in Richtung Süden freigegeben.
Die Brücke mit ihren bis 5,6 Prozent steilen Rampen ist für den Fahrradverkehr freigegeben; es gibt keinen abgetrennten und ausschließlich für Radfahrer vorgesehenen Radfahrstreifen.